# Magdi Yacoub
Sir Magdi Habib Yacoub (ur. 16 października 1935 w Belbis w Egipcie) – egipsko-brytyjski chirurg, który specjalizował się w kardiochirurgii, chirurgii klatki piersiowej i naczyń.

## Życiorys
Magdi Yacoub jest synem chirurga i pochodzi z koptyjskiej rodziny. Po ukończeniu studiów medycznych w Kairze w 1957, w 1962 wyjechał do Wielkiej Brytanii i rozpoczął pracę w szpitalu w Harefield w gminie London Borough of Hillingdon. Podczas pracy z Donaldem Rossem opanował techniki naprawy zastawek i wymiany zniszczonej zastawki aortalnej przez prawidłową zastawkę płucną chorego (Operacja Rossa), która stała się  alternatywą dla chirurgicznego leczenia choroby zastawki aortalnej u młodych dorosłych i pozwoliło uniknąć konieczności stosowania leków przeciwzakrzepowych. W tymże szpitalu w 1983 wykonał pierwszy jednoczasowy przeszczep serca i płuc w Wielkiej Brytanii. Wprowadził wszczepianie homogennej aortalnej zastawki w wadach zastawki aortalnej i propagował jej szersze zastosowanie. W połowie lat siedemdziesiątych podczas wizytacji kliniki kardiochirurgii pod kierownictwem profesora Jana Molla wykonał pierwsze wszczepienie homogennej zastawki aortalnej w Polsce. Zapoczątkował tym program zastosowania przeszczepów homogennych w szpitalu im. Sterlinga w Łodzi. Od 1986 był profesorem Imperial College London. W 2001 przeszedł na emeryturę, ale operował nadal w ramach założonej przez siebie organizacji Chain of Hope dzieci z wadami serca, których rodziców nie byłoby stać finansowo na takie leczenie. Pozostał nadal aktywny w pracach doświadczalnych, np.: nad zastosowaniem komórek macierzystych w konstruowaniu zastawek biologicznych.
Profesor Yacoub stworzył największy na świecie program transplantacji serca i płuc, w ramach którego przeprowadzono ponad 2500 operacji przeszczepu tych organów. Jeden z jego pacjentów, któremu w 1982 przeszczepił serce, trafił w 2013 do księgi rekordów Guinnessa, jako najdłużej żyjący pacjent po przeszczepie serca.
Za osiągnięcia dla nauki w 1992 otrzymał tytuł szlachecki i był wielokrotnie odznaczany: w 2011 Orderem Nilu, w 2014 Orderem Zasługi (ang. Order of Merit), w 2015 Medalem Listera (ang. Lister Medal). Jest honorowym obywatelem miasta Bergamo. Jest członkiem wielu towarzystw naukowych, między innymi: Royal Society i Francuskiej Akademii Nauk (fr. Académie des sciences).